# Симбирское сельское поселение
Симбирское се́льское поселе́ние — упразднённое муниципальное образование в Ижморском районе Кемеровской области Российской Федерации.
Административный центр — село Симбирка.

## История
Статус и границы сельского поселения установлены Законом Кемеровской области от 17 декабря 2004 года № 104-ОЗ «О статусе и границах муниципальных образований»

## Население
| 2010 | 2011 | 2012 | 2013 | 2014 | 2015 | 2016 |
| ---- | ---- | ---- | ---- | ---- | ---- | ---- |
| 793  | ↘791 | ↘761 | ↘714 | ↘671 | ↘630 | ↘619 |
| 2017 | 2018 | 2019 |      |      |      |      |
| ↗626 | ↘606 | ↘593 |      |      |      |      |

## Состав сельского поселения
| № | Населённый пункт | Тип населённого пункта       | Население |
| - | ---------------- | ---------------------------- | --------- |
| 1 | Летяжка          | село                         | 178       |
| 2 | Симбирка         | село, административный центр | 566       |
| 3 | Тунда            | село                         | 49        |